# Каминуриак
Езерото Каминуриак (Кюаманирджуак) (на английски: Kaminuriak Lake, Qamanirjuaq Lake) е 17-ото по големина езеро в канадската територия Нунавут. Площта му, заедно с островите в него е 549 км2, която му отрежда 81-во място сред езерата на Канада. Площта само на водното огледало без островите е 548 км2. Надморската височина на водата е 92 м.
Езерото се намира в югозападната част на канадската територия Нунавут, на 146 км южно от езерото Бейкър и на 200 км северозападно от Хъдсъновия залив. Дължината му от север на юг е 80 км, а максимална ширина – 11 км.
Каминуриак има изключително силно разчленена брегова линия, с множество заливи и полуострови, но много малко острови с площ едва 1 км2.
В западния ръкав на езерото се влива река Фергюсън, която изтича от южния му ъгъл и се влива в Хъдсъновия залив.
От 1970-те години в езерото се извършва промишлен риболов, след като разположеното на югоизток от него езеро Каминак е замърсено с тежки метали, в което до това време се е извършвал риболова.
Езерото Каминуриак е открито, изследвано и за първи път картографирано през 1894 г. от канадския геолог и картограф Джоузеф Тирел.